# Karboksimidat
Karboksimidati (ili manje specifično imidati) su organska jedinjenja koja se mogu smatrati estrima formiranim između karboksimidinske kiseline (R-C(=NR')OH) i alkohola. Oni imaju opštu formulu R-C(=NR')OR".
Karboksimidati su takođe poznati kao imino etri, pošto su oni imini sa atomom kiseonika vezanim za atom ugljenika.

## Imidat/amidat anjoni
Amidatni anjoni su ekvivalentne rezonantne strukture imidatnih anjona. Oni su analogni sa amid - enol strukturama, sa formulom . Imidat/amidat anjoni nalaze primenu kao ligandi.